# Pablo Navas Alors
Pablo Navas Alors (n. 4 de febrero de 1992) es un futbolista español que juega como centrocampista en la UE Sant Julià de la Primera División de Andorra.

## Trayectoria
Se formó cantera del Córdoba C.F. a la que pasó tras su paso por el Séneca CF. Del club andaluz pasó a formar parte de la cantera del FC Barcelona.Dos temporadas más inicia su "aventura" en Inglaterra donde milita en la cantera del Portsmouth F.C., donde después de 2 temporadas vuelve a España para jugar en las filas del equipo canterano del At. Madrid. Su debut como jugador profesional lo hace en las filas de la UD Marinaleda en la temporada 2011/12, que militaba en la 3ª División Española. Al acabar dicha temporada y tras el descenso del equipo sevillano, vuelve a tierras británicas para fichar por el Cowdenbeath FC escocés, donde sufre una lesión de gravedad. 
En 2014 vuelve a España para ficha por el equipo valenciano CD Alcoyano que militaba en la división de bronce de fútbol español donde militará una temporada. Después de pasar por varios equipos españoles(Lucena CF, CD Quintanar del Rey, Rayo Cantabria, CD Torrevieja y CD Palencia) ficha en el 2017 por el equipo de la A Lyga lituana, FK Utenis Utena en el que militó durante 6 meses antes de fichar por el FC Ordino.